# Dreamgirls (filme)
Dreamgirls é um drama musical norte-americano de 2006, dirigido por Bill Condon, e lançado pela DreamWorks Pictures e pela Paramount Pictures. Sendo basicamente a versão para cinema do musical homônimo de 1981 da Broadway.
Venceu três prêmios Globos de Ouro em 15 de janeiro de 2007: Melhor filme - comédia ou musical, Melhor ator coadjuvante em um filme (Eddie Murphy) e Melhor atriz coadjuvante em um filme (Jennifer Hudson). Foi também o filme com mais indicações para os prêmios Oscars de 2007, com oito indicações em seis categorias, embora entre elas não estivesse a de Melhor Filme. Destas oito indicações, o filme venceu duas: Atriz Coadjuvante (Jennifer Hudson) e Efeitos Sonoros.
Originalmente é um musical ambientado nas décadas de 1960 e década de 1970 com um elenco predominante afro-americano. Contém várias refêrencias a artistas da Motown mas é objetivamente a representação cinematográfica do musical Dreamgirls (musical) que foi baseado nas Supremes e originalmente estrelado pelas lendárias Jennifer Holiday,Loretta Devine e Sheryl Lee Ralph.

## Sinopse
É adaptado do premiado musical da Broadway de mesmo nome de 1981, feito pelo compositor Henry Krieger e o libretista Tom Eyen, que é baseado na história da criação da Motown Records. O filme mostra a evolução do R&B durante as épocas do doo wop, soul, funk e disco music. O filme segue as vidas de três mulheres: Effie White, Deena Jones e Lorrell Robinson, que são membros do grupo feminino de R&B Dreamettes'. As três começam a fazer sucesso graças ao manipulador empresário Curtis Taylor, Jr., que as transforma em backing vocals para o cantor de soul James "Thunder" Early. O conflito começa quando Curtis sonha em transformar as Dreamettes em Dreams (um grupo com sonoridade mais pop) e coloca Deena para ser a vocal principal do grupo trocando-a por Effie não só como a cantora principal do grupo, mas também como seu interesse romântico.

## Elenco principal
- Jamie Foxx como "Curtis Taylor, Jr.", baseado no fundador da Motown, Berry Gordy Jr.
- Jennifer Hudson como "Effie White" baseada em Florence Ballard das Supremes, Etta James e Aretha Franklin.
- Beyoncé como "Deena Jones", baseada em Diana Ross.
- Eddie Murphy como "James "Trovão" Early" baseado em James Brown, Little Richard, Jackie Wilson e Marvin Gaye.
- Danny Glover como "Marty Madison".
- Anika Noni Rose como "Lorrell Robinson" baseada em Mary Wilson das Supremes.
- Keith Robinson como "C.C. White", baseado no vice-presidente, cantor e principal compositor da Motown, Smokey Robinson.
- Sharon Leal como "Michelle Morris" baseada em Cindy Birdsong, também das Supremes.
- Hinton Battle como "Wayne".

## Musicais
Durante todo o filme, uma série de outros números musicais retratado são alusões a artistas reais do R&B, entre eles estão Little Albert & the Tru-Tones (Little Anthony & The Imperials), Tiny Joe Dixon (BB King), The Family Funk (Sly & the Family Stone), e The Campbell Connection (The Jackson 5), além da inesquecível e símbolo maior do musical original "And I Am Telling You I'm Not Going" da Dreamgirl Jennifer Holiday.

## Recepção
No site agregador de críticas Rotten Tomatoes, 78% das 200 resenhas dos críticos são positivas. O consenso diz que os "personagens e enredo simples de Dreamgirls, dificilmente diminui as façanhas reais do filme: as performances eletrizantes e os números musicais deslumbrantes".

## Canções

### Primeiro ato
1. "I'm Lookin' For Something" - As Stepp Sisters
2. "Goin' Downtown" - Little Albert e os Tru-Tones
3. "Takin' The Long Way Home" - Tiny Joe Dixon
4. "Move" - As Dreamettes
5. "Fake Your Way To The Top" - James "Thunder" Early e as Dreamettes
6. "Cadillac Car" - James "Thunder" Early e as Dreamettes
7. "Cadillac Car" (Reprise) - Dave e as Sweethearts
8. "Steppin' To The Bad Side"  - Curtis Taylor Jr., C.C. White, Wayne, James "Thunder" Early e as Dreamettes
9. "Love You I Do" - Effie White
10. "I Want You Baby" - James "Thunder" Early e as Dreamettes
11. "Family" - C.C. White, Effie White, Curtis Taylor Jr., Deena Jones, Lorrell Robinson
12. "Dreamgirls" - As Dreams
13. "Heavy"  - As Dreams
14. "It's All Over"  - Effie White, C.C. White, Curtis Taylor Jr., Deena Jones, Lorrell Robinson, Michelle Morris
15. "And I Am Telling You I'm Not Going" - Effie White
16. "Love Love You Baby"  - Deena Jones e as Dreams

### Segundo ato
1. "I'm Somebody"  - Deena Jones e as Dreams
2. "When I First Saw You"  - Curtis Taylor Jr.
3. "Patience"  - James "Thunder" Early, C.C. White, Lorrell Robinson
4. "I Am Changing" - Effie White
5. "Perfect World" - The Campbell Connection
6. "I Meant You No Harm"  - James "Thunder" Early
7. "Jimmy's Rap"  - James "Thunder" Early
8. "Lorrell Loves Jimmy"  - Lorrell Robinson
9. "Family (Reprise)"  - Deena Jones e as Dreams
10. "Step On Over"  - Deena Jones & the Dreams
11. "I Miss You Old Friend" - Jazz Singer
12. "One Night Only" - Effie White
13. "One Night Only (Disco)"  - Deena Jones e as Dreams
14. "Listen" - Deena Jones
15. "Hard To Say Goodbye"  - Deena Jones e as Dreams
16. "Dreamgirls (Finale)"  - Effie White com Deena Jones e as Dreams
17. "When I First Saw You (Dueto)"  - Deena Jones e Curtis Taylor Jr.
18. "Curtain Call" (instrumental)
19. "And I Am Telling You I'm Not Going" - Effie White

## Data de estreia
- : 15 de dezembro de 2006 (algumas cidades)
- : 25 de dezembro de 2006
- : 12 de janeiro de 2007 (maior lançamento)
- : 18 de janeiro de 2007
- : 2 de fevereiro de 2007
- : 16 de fevereiro de 2007 (algumas cidades)

## Classificação indicativa
O filme recebeu classificação indicativa de treze ou doze anos na maior parte dos países em que foi lançado devido a cenas que mostram linguagem forte, alguma sexualidade e uso de drogas. No Canadá, na Finlândia e em Singapura, recebeu classificação livre. Já na Austrália, recebeu classificação adulta, sendo permitida a entrada de crianças somente com os pais ou algum responsável.
- : 13 anos
- : Adultos
- : 12 anos
- : Livre
- : Livre
- : 7 anos
- : 12 anos
- : Livre
- : 7 anos
- : 12 anos
- : 13 anos

## Bilheteria
Dreamgirls custou estimados oitenta milhões de dólares para ser produzido. Lucrou impressionantes dezoito milhões de dólares nos Estados Unidos em apenas uma semana (entre o Natal e o Ano-Novo). Seu lucro doméstico total foi de mais de cem milhões de dólares, enquanto que seu lucro mundial estimado é de mais de cento e cinquenta milhões de dólares.
- Total: USD 154.566.866,00
  - EUA: USD 103.365.956,00

## Principais prêmios e indicações
Oscar 2007 (EUA)
| Ano  | Categoria                | Notas                                       | Resultado |
| ---- | ------------------------ | ------------------------------------------- | --------- |
| 2007 | Melhor Ator Coadjuvante  | Eddie Murphy                                | Indicado  |
| 2007 | Melhor Atriz Coadjuvante | Jennifer Hudson                             | Venceu    |
| 2007 | Melhor Direção de Arte   | John Myre e Nancy Haigh                     | Indicado  |
| 2007 | Melhor Figurino          | Sharen Davis                                | Indicado  |
| 2007 | Melhor Mixagem de Som    | Bob Beemer, Michael Minkler e Willie Burton | Venceu    |
| 2007 | Melhor Canção Original   | Listen                                      | Indicado  |
| 2007 | Melhor Canção Original   | Love You I Do                               | Indicado  |
| 2007 | Melhor Canção Original   | Patience                                    | Indicado  |

Prêmios Globo de Ouro 2007 (EUA)
| Ano  | Categoria                      | Notas           | Resultado |
| ---- | ------------------------------ | --------------- | --------- |
| 2007 | Melhor Filme (Comédia/Musical) | Dreamgirls      | Venceu    |
| 2007 | Melhor Atriz (Comédia/Musical) | Beyoncé         | Indicado  |
| 2007 | Melhor Ator Coadjuvante        | Eddie Murphy    | Venceu    |
| 2007 | Melhor Atriz Coadjuvante       | Jennifer Hudson | Venceu    |
| 2007 | Melhor Canção Original         | Listen          | Indicado  |

Screen Actors Guild Awards 2007 (EUA)
| Ano  | Categoria                             | Notas | Resultado |
| ---- | ------------------------------------- | --- | --------- |
| 2007 | Melhor Ator (Coadjuvante/Secundário)  | Eddie Murphy | Venceu    |
| 2007 | Melhor Atriz (Coadjuvante/Secundária) | Jennifer Hudson | Venceu    |
| 2007 | Melhor Elenco em Cinema               | Beyoncé, Jamie Foxx, Eddie Murphy, Jennifer Hudson, Danny Glover, Keith Robinson, Hinton Battle, Anika Noni Rose e Sharon Leal | Indicado  |

BAFTA 2007 (Reino Unido)
| Ano  | Categoria                               | Notas                                                                   | Resultado |
| ---- | --------------------------------------- | ----------------------------------------------------------------------- | --------- |
| 2007 | Melhor Ator Coadjuvante                 | Eddie Murphy                                                            | Indicado  |
| 2007 | Melhor Atriz Coadjuvante                | Jennifer Hudson                                                         | Venceu    |
| 2007 | Prêmio Anthony Asquith de Melhor Música | Anne Preven, Henry Krieger, Scott Cutler, Siedah Garrett e Willie Reale | Indicado  |

## Desempenho
| Trilha sonora                                 | Trilha sonora  |
| Tabelas musicais (2006-2007)                  | Melhor posição |
| --------------------------------------------- | -------------- |
| Estados Unidos - Billboard 200                | 1              |
| Estados Unidos - Billboard R&B/Hip-Hop Albums | 1              |
| Estados Unidos - Top Soundtracks              | 1              |
| Alemanha - German Top 100                     | 28             |
| Austrália - Australian Albums Chart           | 15             |
| Áustria - Ö3 Austria Top 40                   | 21             |
| Espanha - Spanish Albums chart                | 55             |
| França - France Albums chart                  | 65             |
| Países Baixos - Dutch Albums chart            | 22             |
| Polónia - Polish Albums chart                 | 41             |
| Suíça - Swiss Albums chart                    | 27             |
| Mundo - United World Chart                    | 7              |
| DVDs                                          |                |
| Tabelas de DVDs (2007)                        | Melhor posição |
| Estados Unidos - Billboard DVD Movies Chart   | 1              |
| Japão - Japonese DVD Movies Chart             | 1              |

| Ano  | Faturamento em milhões de dólares | Faturamento em milhões de dólares |
| Ano  | Bilheteria                        | Vendas de DVDs                    |
| ---- | --------------------------------- | --------------------------------- |
| 2008 | - EUA: 103 365 956                | - EUA: 53 698 397                 |

| Trilha sonora         | Trilha sonora |
| País / Certificadora  | Certificações |
| --------------------- | ------------- |
| Estados Unidos / RIAA | Platina       |
| Japão / RIAJ          | Ouro          |

| Ano  | Trilha sonora                   | DVDs             |
| ---- | ------------------------------- | ---------------- |
| 2008 | - EUA: 1 000 000 - JAP: 100 000 | - EUA: 2 537 310 |